# Kleine fopblaaskop
De kleine fopblaaskop (Ceriana vespiformis) is een vliegensoort uit de familie van de zweefvliegen (Syrphidae). De wetenschappelijke naam van de soort is voor het eerst geldig gepubliceerd in 1804 door Latreille.